# APAMAN
APAMAN株式会社（アパマン、英: Apaman Co., Ltd.）は、不動産賃貸仲介の大手フランチャイズブランドであるAPAMANグループにおいて、事業戦略の策定や経営管理、経営資源の最適配分を行う持株会社である。不動産デベロッパーのアパグループ（APA Group）とは名称こそ類似するものの、全く資本関係の無い別会社である。

## 沿革
- 1999年（平成11年）10月 - 株式会社アパマンショップネットワーク設立。
- 2001年（平成13年）3月 - ナスダック・ジャパン（現ジャスダック）上場。
- 2002年（平成14年）
  - 8月 - 株式会社グリーンボックス管理の全株式を取得、子会社化。
  - 10月 - 株式会社ウェブポータルの株式を取得、子会社化。
- 2003年（平成15年）6月 - 株式会社グリーンボックス管理、株式会社ウェブポータルを吸収合併。
- 2005年（平成17年）
  - 3月 - （初代）小倉興産株式会社の株式を取得、子会社化。
  - 5月 - 株式会社鈴木工務店（後のAS-SZKi）と資本・業務提携を実施。
  - 9月 - アパマンショップ北海道を吸収合併。
- 2006年（平成18年）7月 - 株式会社アパマンショップネットワーク（後に、アパマンネットワークに名称変更）、株式会社アパマンショップリーシング、株式会社ASNアセットマネジメントに事業を分割・承継、持株会社体制に移行。「株式会社アパマンショップホールディングス」に商号変更。（初代）小倉興産株式会社を吸収合併。
- 2013年（平成25年）10月 - 株式会社アパマンショップリーシングが株式会社AS-SZKiを吸収合併。
- 2018年（平成30年）1月 - 商号を「APAMAN株式会社」へ変更。
- 2024年（令和6年）
  - 9月 - 株式会社ASNによる株式公開買付けが成立[2]。
  - 10月 - 東京証券取引所スタンダード市場上場廃止[1]。
  - 11月 - 株式売渡請求により株式会社ASNの完全子会社となる[1]。

## グループ会社一覧
- Apaman Network株式会社
- Apaman Property株式会社
- Mi LIFE株式会社
- wepark株式会社（旧Sharing Economy株式会社）
- 株式会社プレストサービス
- 3L entrance株式会社
- RE‐Standard株式会社
- Apaman Energy株式会社
- AS Communications株式会社
- 株式会社アメニティーハウス
- 株式会社アパマンショップリーシング北海道
- ファーストリビング株式会社
- アパートセンター株式会社
- 株式会社岐阜賃貸保証
- 株式会社アパマンショップサブリース
- レンタルハウス株式会社
- 株式会社ClassHome
- 株式会社マイハウス
- スミタス資産運用株式会社
- 株式会社ディー・プラン
- 株式会社パーフェクトパートナー管理
- 株式会社ジェイケイホーム
- 株式会社エリアプランニング
- Apaman U.S.A., Corp.
- Global Capital Investments Holdings Limited
- 百特豪世房地産咨询（上海）有限公司
- APAMANSHOP（THAILAND）CO.,Ltd
- fabbit Philippines Inc.
- 和太不動產股份有限公司
- ecobike株式会社
- 株式会社システムソフト（持分法適用関連会社）

## アパマンショップキャンペーンガール
2006年（平成18年）より、アパマンショップのさらなるブランドイメージ向上を図るため、お部屋探しのニーズの高い若年層のお客様に近い年代のキャンペーンガールを起用している。契約期間は1年間で、業務内容は主にアパマンショップグループにて製作する各種媒体（WEBサイト、パンフレット、ポスター、住宅情報誌や加盟店向け映像、従業員教育ビデオ等）のモデル、アパマンショップグループやフランチャイズ加盟店などが主催するイベントにおけるプロモーション活動を行うこととなっており、将来的にはパブリシティとしてTVや映画への出演の可能性もある。
2009年（平成21年）は不況により開催が見送られたため、2010年（平成22年）が第4回開催となる。2011年（平成23年）、2012年（平成23年）も開催が見送られた。
- 第1回（2006年）
  - グランプリ：岩崎千明
  - 準グランプリ：河津海里、堀井沙織、芹沢ユカ、佐倉真衣
- 第2回（2007年）
  - グランプリ：服部宏美
  - 準グランプリ：月野碧、西原亜美
  - 特別賞：中山美緒
- 第3回（2008年）
  - グランプリ：久保寺瑞紀
  - 準グランプリ：本木美沙
  - 特別賞：月野碧
- 第4回（2010年）
  - グランプリ：永田怜奈
  - 準グランプリ：鈴木あすな、安武侑香
  - 特別賞：御秒奈々
- 第5回（2013年）
  - グランプリ：渡邊小百合
  - 準グランプリ：石井つかさ、稲葉麻依
  - 特別賞：田中梨乃